# Pedro Espinosa Sáenz
Pedro José Espinosa Sáez, que firma como Pedro Espinosa (Logroño, 11 de diciembre de 1958) es un ilustrador de prensa y libros, autor de cómic y dibujante urbano español. Trabaja como freelance en el mercado español e internacional.
Pedro Espinosa Sáenz es Ilustrador de prensa y libros, autor de cómic y dibujante urbano, historietista y humorista gráfico español, nacido en Logroño en 1958.

## Biografía
Inicia su trayectoria en su ciudad natal con obras como El Sitio de Logroño (1982). Afincado en Barcelona, colaboró en el fanzine Zero, junto a otros reputados autores de su generación, como José María Beroy, Ricard Castells, Pascual Ferry, Antoni Garcés, Das Pastoras, Miguelanxo Prado o Mike Ratera. 
La edición definitiva de Loco, tal vez su obra más representativa, vería la luz en 2005, publicada en álbum por Astiberri. Durante la Semana Negra de Gijón 2005 recibe el premio del Jurado a la Mejor al Mejor Cómic del Año por el libro, El Loco (2005).
Al final ya del boom del cómic adulto, consigue publicar en revistas como Cairo, Cimoc (El Gulípago), Comix Internacional (Loco, 1983-84), El Jueves, 1984, Más Madera y Butifarra. En 1991, Ikusager editó el álbum Los Trotabosques, realizado con Antoni Guiral y Jordi Sempere.
Desde entonces, se ha dedicado fundamentalmente al humor gráfico en publicaciones como Avui, el Diario de Barcelona o La Vanguardia. También ha trabajado como ilustrador freelance para agencias de publicidad y comunicación como Casadevall & Pedreño, Young & Rubicam.
Como ilustrador de prensa ha publicado asiduamente en El Diari de Barcelona, La Vanguardia, Avui y El Público y revistas como El Jueves o El Temps. En el ámbito de la ilustración infantil y juvenil ha ilustrado libros para editoriales como Planeta, Barcanova, Edebé, Delcourt o Casals.
Trabaja como freelance en un mercado internacional, ya que ha publicado en varios países como Francia, Alemania e Inglaterra. Para este último país trabajó con la Marvel U K, en la serie Removal Man. Vs. Motormuth  a cargo del editor Paul Neary.
Imparte cursos y talleres de ilustración y cómic en lugares como en el Centro de Artes Visuales Joso en Barcelona, la Universidad popular de Logroño la Facultad de Bellas Artes de Santa Cruz de Tenerife o la Escuela de Bellas Artes en Tetuán para el Instituto Cervantes. 
En el año 2020 revisa y amplia un antiguo cómic que se publicó con el título Retorno a Lomos de Orio editado por el Ayuntamiento de Villoslada de Cameros en La Rioja. Recientemente ha sido publicado el cuaderno de viaje Mi Barcelona, la Ciudad de los Sueños, editado por el Ayuntamiento de Barcelona.
Actualmente se encuentra realizando la novela gráfica Asís para la editorial Top Crush

## Obra
- El sitio de Logroño (Ayuntamiento de Logroño, 1982)
- Los Trotabosques (Ikusager Ediciones, 1991)
- El Loco (Astiberri Ediciones, 2005)
- Fracaso (Ediciones Norma, 2018)
- Mi Barcelona, la ciudad de los sueños (Ayuntamiento de Barcelona, 2018)

## Exposiciones Individuales
- OBRA GRÁFICA. Galeria Continental.1985 Logroño
- EL LOCO LA CALLE. Dibujos y Performance. Cáfe Bretón.1986 Logroño
- CARTELES. Pub Blue Moon. 1987 Logroño.
- DIBUJOS ESPINOSOS. Pub Planta Baja.1993. Barcelona
- DIBUJOS DESNUDOS. Galería Manos Para Que Os Quiero. 2009. Logroño
- RETROVISIONES. Espacio La Retro. 2010. Logroño
- DESCONCIERTO. Caricaturas sin partitura. La Lonja. 2010. Logroño

## Exposiciones Colectivas
- MUSEO DE ARTE DE LA RIOJA.1984
- LOGROÑO IMAGINARIO. Ayuntamiento de Logroño.1986
- LOGROÑO POSTAL. Casa del Peregrino.Logroño.1987
- VENTS d’ESPAGNE. Angouleme. Francia.1987
- SOBRE PAPER. Generalidad de Cataluña. 1992
- ANIMALADAS. Sitges 1996
- EL MEU MIKY MOUSE. Sitges1997
- ILUSTRATLAS. Museo de la Ilustración.Valencia. 1998
- QUE DIUS QUE QUE. Sitges. 1998
- C’EST L’AN 2000! St. Estève de Rousillon. Francia.1999
- A TRAVÉS DEL DIBUJO. Fundación Caja Rioja. Logroño.2000
- IL.LUSTRADORS A EINA. Escola Eina. 2001 Barcelona
- TOTUM REVOLUTUM. La Plaquette. 2012 Logroño
- CARNET DE VOYAGE. Ginebra. 2019
- MI BARCELONA. Cuaderno de Viaje. Petit Palais Hotel. Barcelona. 2020